# ドン・アライアス
ドン・アライアス（Don Alias、1939年12月25日 - 2006年3月29日）は、ニューヨーク生まれのジャズ・パーカッション奏者。
アライアスは何百というレコーディングに参加した。ウェザー・リポート、ジョニ・ミッチェル、ハービー・ハンコック、ブレッカー・ブラザーズ、ジャコ・パストリアスほか多くの人たちとレコーディングや演奏をしたが、おそらく最も知られているものは、マイルス・デイヴィスやデイヴィッド・サンボーンとの仕事である。
1970年代にスティーヴ・グロスマン、ジーン・パーラと共に「ストーン・アライアンス」を結成。1990年代には澄淳子との共作アルバム『恋のバカンス』を発表した。
アライアスはドラム奏者としても有能だったが、コンガ奏者、Hand Drum奏者としてのほうがよく知られていた。

## ディスコグラフィ

### 主な参加アルバムなど
- ニーナ・シモン - 『トゥ・ラヴ・サムバディ』 - To Love Somebody (1969年)
- マイルス・デイヴィス - 『ビッチェズ・ブリュー』 - Bitches Brew (1970年)
- ウェザー・リポート - 『ウェザー・リポート』 - Weather Report (1971年)
- マイルス・デイヴィス - 『オン・ザ・コーナー』 - On The Corner (1972年)
- ウェザー・リポート - 『ブラック・マーケット』 - Black Market (1975年)
- ジャコ・パストリアス - 『ジャコ・パストリアスの肖像』 - Jaco Pastorius (1976年)
- ジョニ・ミッチェル - 『ドンファンのじゃじゃ馬娘』 - Don Juan's Reckless Daughter (1977年)
- ジョニ・ミッチェル - 『ミンガス』 - Mingus (1979年)
- ジョニ・ミッチェル - 『シャドウズ・アンド・ライト』 - Shadows and Light (1980年)
- ジョニ・ミッチェル - 『シャドウズ・アンド・ライト』 - dows and Light (Video) (1980年)
- ジャコ・パストリアス - 『ワード・オブ・マウス』 - Word of Mouth (1981年)
- ジャコ・パストリアス・バンド - 『バースデイ・コンサート』 - The Birthday Concert (1981年)
- ジャコ・パストリアス・バンド - 『ライブ・イン・モントリオール』 - Live In Montreal (1982年)
- ワード・オブ・マウス・ビッグ・バンド - 『Twins I』 - Twins I (1982年)
- ワード・オブ・マウス・ビッグ・バンド - 『Twins II』 - Twins II (1982年)
- ワード・オブ・マウス・ビッグ・バンド - 『インヴィテイション』 - Invitation (1982年)
- ワード・オブ・マウス・ビッグ・バンド - 『Twins I & II』 - Twins I & II (1982年)
- ワード・オブ・マウス・ビッグ・バンド - 『Twins I & II - Live In Japan 1982』 - Twins I & II - Live In Japan 1982 (1982年)